# 安狄努斯
安狄努斯（英語：andinus）。伊利里亚人神祇之一。其事迹反映于相关出土文物之铭文中。约起源于达尔达尼亚。于图拉真统治时代得到发展，具有重大地宗教影响与历史意义。